# 人妻SEX行動専科
『人妻SEX行動専科』（ひとづまセックスこうどうせんか、独: Hausfrauen-Report）は、1971年の西ドイツのセクスプロイテーション映画。1971年から1978年にかけて6作品が公開された人妻SEXレポートシリーズの第1作。既に成功していた女子学生(秘)レポートシリーズのバリエーションの一つである。これらと同様に映画はレポート（報告書）の体裁を取り、性的コンテンツに社会的・政治的批判のニュアンスを持たせた。
シリーズ第1作の本作 (1971年) はエベルハルト・シュロデールが監督し、アンゲリーカ・バウムガルト、ウルリケ・バッツ、エリザベート・フォルクマンが出演した。西ドイツでの公開は1971年6月18日、西ドイツで約340万人の観客を動員した。

## ストーリー
最近、離婚率が急激に上昇していた。2人のレポーターがその理由を探るため、多くの通行人に質問を投げた。保守的と思われる多くの主婦が退屈な結婚生活にうんざりしており、性的な冒険を求めていることが判明した。
彼女たちはアウトバーンのトラック運転手、水球クラブのチーム、フィットネスセンターの筋肉質の男性、或いは平凡な郵便配達員の元へと走る。

## シリーズ一覧
| 年   | 原題                                                                | 邦題              |
| ---- | ------------------------------------------------------------------- | ----------------- |
| 1971 | Hausfrauen-Report 1. Teil: Hausfrauenreport – unglaublich aber wahr | 人妻SEX行動専科   |
| 1971 | Hausfrauen-Report 2. Teil: Der neue Hausfrauen-Report               | 人妻SEX/悶絶      |
| 1972 | Hausfrauen-Report 3. Teil: Hausfrauenreport III                     | 人妻SEX/恥態      |
| 1972 | Hausfrauen-Report 4. Teil                                           | 人妻SEX3/悶絶夫人 |
| 1973 | Hausfrauen Report international                                     | 世界若妻男欲性書  |
| 1973 | Hausfrauen-Report 6. Teil: Warum gehen Frauen fremd?                |                   |